# William P. Hobby
William Pettus Hobby (26 de março de 1878 — 7 de junho de 1964) era conhecido como o editor / proprietário da Beaumont Enterprise quando entrou na política e no Partido Democrata. Eleito em 1914 como vice-governador do Texas, em 1917 ele conseguiu se tornar o 27º governador do estado americano do Texas, depois que James Edward "Pa" Ferguson foi destituído e obrigado a renunciar. Em 1918, Hobby ganhou o cargo por direito próprio, cumprindo um mandato completo.
Em 1924, Hobby perdeu a primária democrata para Miriam A. Ferguson, esposa de "Pa" Ferguson e ela foi eleita para o cargo de governador. Hobby voltou a publicar e, em 1924, foi eleito presidente do Houston Post. Mais tarde, ele atuou como presidente do conselho da Houston Post Company, que também adquiriu estações de rádio e TV.

## Biografia
Nascido em 1878 em Moscou, Texas, Hobby frequentou escolas públicas locais.
Ele começou a trabalhar aos 17 anos como balconista de circulação do Houston Post em 1895. Vários anos depois, ele foi promovido a escritor de negócios em agosto de 1901. Em 1907 ele deixou o Post para se tornar gerente e proprietário parcial da Beaumont Enterprise, e adquiriu o documento inteiro pouco tempo depois.

### Carreira política
Hobby decidiu entrar na política e se juntou ao Partido Democrata. Em 1914 ele correu e foi eleito vice-governador do Texas. Depois que o governador James Edward Ferguson, conhecido como "Pa" Ferguson, foi destituído e forçado a renunciar ao cargo em 1917, Hobby o sucedeu. Aos 39 anos, ele era o mais jovem governador da história do estado até aquele momento.

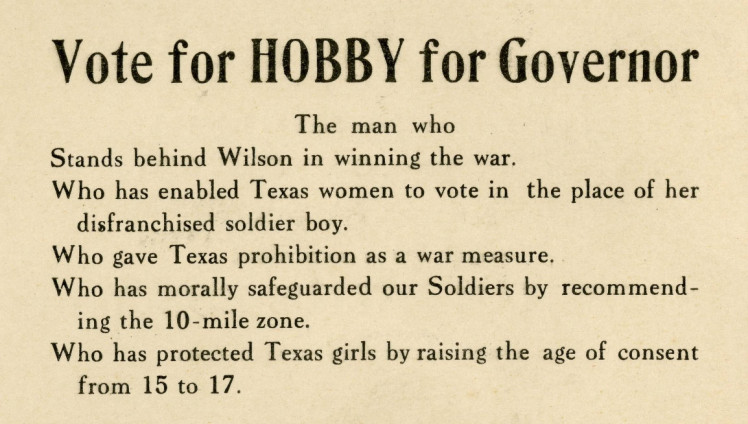
Carta de campanha para William Pettus Hobby

Hobby derrotou Ferguson na primária democrata de 1918 e venceu as eleições gerais e o governo por direito próprio, cumprindo um mandato completo até 1921. Durante seus anos de serviço, a fronteira sul do Texas era um local de conflito frequente, à medida que revolucionários da Revolução Mexicana (1910-1920) entravam nos Estados Unidos para atacar fazendas, sistemas de irrigação e ferrovias. Os Texas Rangers, as milícias e as tropas dos EUA patrulhavam a fronteira e as atrocidades foram cometidas por ambos os lados.
No início de 1919, um Comitê Conjunto do Senado e da Casa do Texas conduziu audiências para investigar ações dos Texas Rangers ao longo da fronteira. Eles conduziram audiências por duas semanas e tiveram 83 testemunhas. Entre os incidentes relatados estava o Massacre de Porvenir de janeiro de 1918 no oeste do Texas, onde a milícia e o Texas Rangers mataram sumariamente 15 homens e meninos mexicanos-americanos perto de sua aldeia agrícola. A legislatura aprovou um projeto de lei para regulamentar os Rangers e profissionalizar o serviço. Seus números foram reduzidos. Os historiadores estimam que os Rangers mataram cerca de 5 mil pessoas, a maioria de etnia mexicana, entre 1914 e 1919.
(Ferguson foi impichado e condenado em um caso de corrupção, e proibido de servir no escritório eleitoral do estado novamente).
Como governador, Hobby nomeou Joseph A. Kemp, o industrial da estrada de ferro e do petróleo de Wichita Falls, para o Conselho de Regentes da Universidade do Texas, uma posição que Kemp realizou de 1917 a 1921.

## Anos como editor
Depois de deixar o cargo de governador, Hobby voltou para a Beaumont Enterprise. Em 1924 ele foi convidado para se tornar o presidente do Houston Post . Em agosto de 1955, Hobby tornou-se presidente do conselho da Houston Post Company. Naquela época, a empresa também possuía a estação de rádio KPRC e a estação de televisão KPRC-TV. Sua esposa, Oveta Culp Hobby (veja abaixo), serviu como presidente e editora.

## Vida pessoal e cívica
Em 1931, Hobby casou-se com Oveta Culp. Mais tarde, ela foi apontada como a primeira secretária do Departamento de Saúde, Educação e Bem-Estar dos EUA (seu nome foi mudado depois de uma reorganização posterior).
Hobby serviu como membro do Conselho de Administração do Texas Technological College.

## Família
Seu filho William P. Hobby Jr. também serviu como vice-governador do Texas de 1973 a 1991. Sua filha, Jessica, era casada com Henry E. Catto Jr., que se tornou o embaixador dos Estados Unidos na corte de St. James. Seu neto, Paul Hobby, perdeu por pouco a eleição para o controlador do Texas na eleição geral de 1998. A republicana Carole Keeton Strayhorn ganhou essa eleição.

## Legado
Várias instalações públicas foram nomeadas por ele:
- Aeroporto William P. Hobby [4] em Houston, Texas
- Hobby Elementary School, em Houston, Texas
- Hobby Middle School, em San Antonio, Texas
- Hobby Center para as artes cênicas em Houston, TX